# FIM CEV International Championship

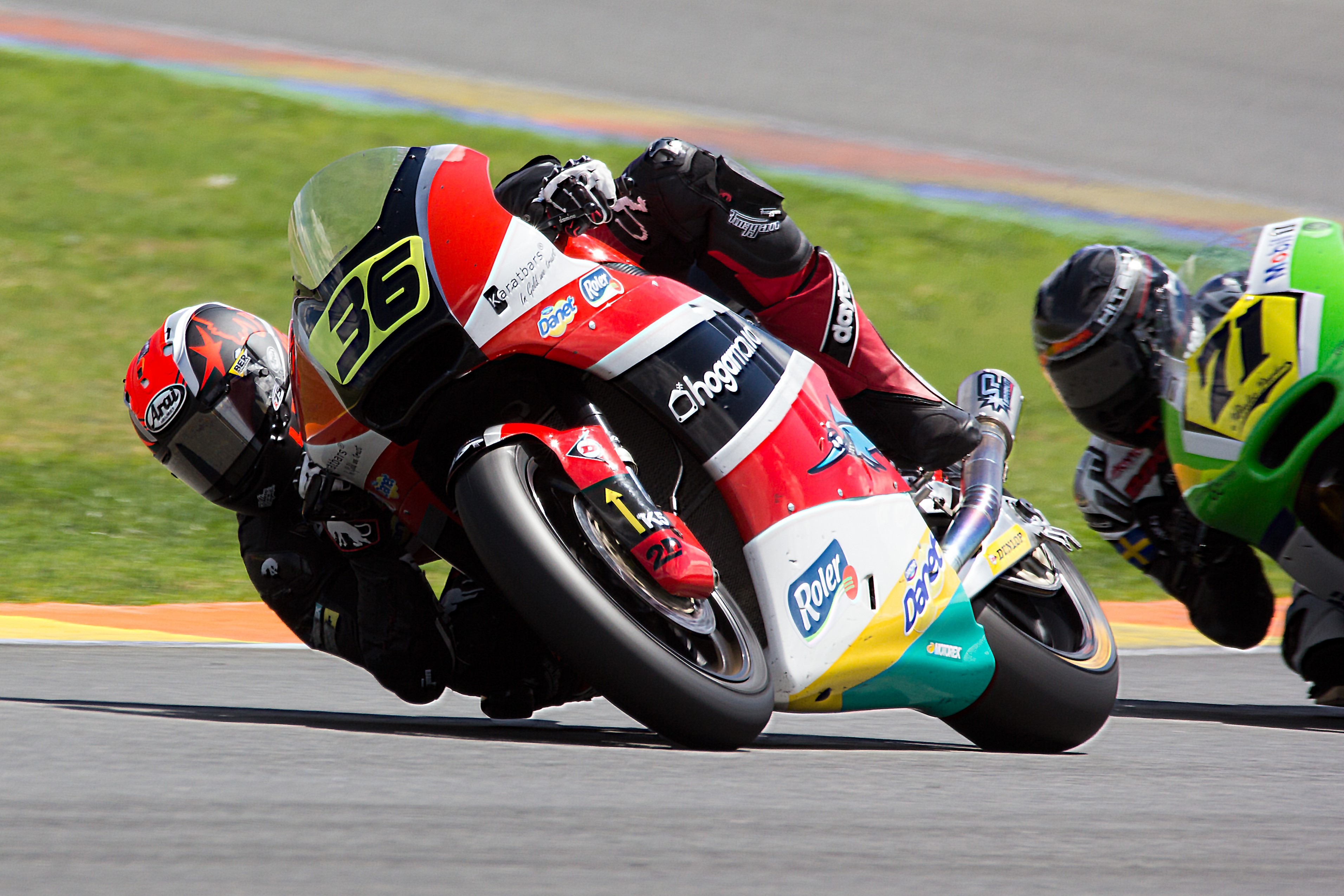
El piloto estadounidense Jayson Uribe en una carrera de Moto2 del FIM CEV International Championship.

El FIM JuniorGP World Championship, hasta 2013 denominado Campeonato de España de Velocidad (CEV), es la competición motociclística de velocidad internacional más importante después del Campeonato del Mundo de Motociclismo. De carácter mundial, es organizada por la Federación Internacional de Motociclismo. Es la principal puerta de acceso al Campeonato del Mundo de Motociclismo.

## Historia
El Campeonato de España de Velocidad celebró su primera edición en 1915, con victorias para Rodrigo Díaz en 350cc y Rodolfo Cardenal en 500cc. Con la forzada ausencia entre 1936 y 1940 como consecuencia de la Guerra Civil, en 1941 retoma su ritmo anual, y a partir de 1950 modifica su formato, contando con un calendario de varias pruebas, al estilo del Mundial, introduciéndose además las mismas categorías de los Grandes Premios: 125, 250, 350, 500 y sidecares, e incluso se llegó a disputar una categoría para motos de 100 cc, aunque no siempre hubo “quórum” suficiente para que tuvieran validez los títulos en todas las categorías. La competición se hizo muy popular en los años 70 con las victorias de pilotos de la talla de Ángel Nieto, Benjamín Grau o Ricardo Tormo entre otros.
En la década de los ochenta la categoría de 50cc pasó a ser de 80cc donde destacó el piloto valenciano Jorge Martínez "Aspar", y se creó la categoría de 500cc aunque duró tan solo seis años (1980-1985).
En el año 1998 toma el actual formato y nace la categoría de Supersport y en 2002 la de Fórmula Extreme.
En 2002 desaparece la mítica categoría de 250cc, después de 33 años.
A partir de 2009 la categoría de Supersport, la más internacionalizada, disputa su última temporada, mientras que ese mismo año la organización permite que debute la categoría de Moto2 junto a ellas de manera experimental. Al año siguiente (2010), se instaura definitivamente la categoría de Moto2 siguiendo las corrientes del Mundial de motociclismo. Además, ese mismo año, la categoría de 1000cc cambia su denominación: de Fórmula Extreme a Stock Extreme. Del mismo modo, en 2011 la organización permite correr a motos de la categoría de Moto3 junto a las de 125cc. El 13 de noviembre de 2011 pasó a la historia por ser la primera victoria de una Moto3 en el CEV. En 2012 desaparece definitivamente la categoría del octavo de litro y es sustituida por Moto3, de la misma forma que ocurre en el Campeonato Mundial de Motociclismo. En 2014, la categoría de Stock Extreme pasa a denominarse Superbike.
El campeonato de España de Velocidad se ha convertido en una referencia del motociclismo nacional e internacional, sobre todo en Moto3 (y antes en 125cc), donde el CEV es un banco de pruebas indispensable para los jóvenes de cara a dar el salto al Campeonato Mundial de Motociclismo.
La temporada 2014 es novedosa en cuanto a que Dorna y la RFME, organizadores del CEV, han firmado un acuerdo con la Federación Internacional de Motociclismo en virtud del cual el campeonato se internacionaliza. Una prueba del Nacional de Moto3 se disputará durante una carrera del Campeonato Mundial de Motociclismo, en concreto en el Circuito de Le Mans.
A partir de 2014, el campeonato pasa a denominarse FIM CEV Repsol. Además, la categoría de Stock Extreme pasa a denominarse Superbike, pero mantiene el mismo reglamento que en años anteriores. Además, durante esta temporada se aprobó una nueva norma que permitirá al vigente campeón del FIM CEV Repsol dar el salto al mundial de motociclismo en la categoría de moto3 a pesar de no tener la edad mínima de 16 años. Gracias a este nuevo reglamento, Fabio Quartararo —bicampeón del CEV— debutará con 15 años en el mundial.
A partir de la temporada 2022, el certamen se denominará FIM JuniorGP World Championship.

## Palmarés
|      | 350cc        | 500cc            |
| ---- | ------------ | ---------------- |
| 1915 | Rodrigo Díaz | Rodolfo Cardenal |

|      | Motocicletas      | Motocicletas con sidecar |
| ---- | ----------------- | ------------------------ |
| 1916 | Florencio Fuentes | Miguel Lliviria          |
| 1917 | Luis Coppel       | Miguel Lliviria          |
| 1919 | Román Uribesalgo  | Miguel Lliviria          |
| 1924 | Ignacio Macaya    |                          |
| 1925 | Zacarías Mateos   | Vicente Naure            |
| 1926 | Laureano González | Vicente Naure            |
| 1927 | Laureano González |                          |

|      | 100cc               | 125cc                                        | 250cc           | 350cc               | 500cc                                      | + 500cc       |
| ---- | ------------------- | -------------------------------------------- | --------------- | ------------------- | ------------------------------------------ | ------------- |
| 1930 |                     |                                              | Juan Ballarda   | Manuel Alegre       | Ignacio Faura                              |               |
| 1931 |                     |                                              | Ignacio Faura   | Fedérico Viñals     | Fernando Aranda                            |               |
| 1932 |                     |                                              | Antonio Moixó   |                     | Fernando Aranda                            |               |
| 1933 |                     |                                              | Tony            | Ernesto Vidal       | Ernesto Vidal                              |               |
| 1934 |                     |                                              |                 | Fernando Aranda     | Fernando Aranda                            |               |
| 1935 |                     |                                              | Antonio Moixó   | Joan Gil            |                                            |               |
| 1940 |                     |                                              |                 |                     |                                            | Ernesto Vidal |
| 1941 |                     |                                              |                 | José Miguel Llunda  | Juan Jover                                 | Ernesto Vidal |
| 1942 |                     |                                              |                 |                     |                                            | Ernesto Vidal |
| 1943 |                     |                                              |                 |                     |                                            | Ernesto Vidal |
| 1944 |                     |                                              |                 |                     |                                            | Ernesto Vidal |
| 1945 | -                   | -                                            | -               | Juan Gil            | -                                          | Ernesto Vidal |
| 1946 | Andreu Bresca       | Juan Soler Bultó                             | Ignacio Faura   | Joan Gil            | -                                          |               |
| 1947 | -                   | Guillermo Cavestany                          | Roviralta       | Juan Gil            | -                                          |               |
| 1948 | -                   | Leopoldo Milá                                | Paco Bultó      | Santiago López Sert | -                                          |               |
| 1949 | Arturo Elizalde     | Alfonso Milá                                 | -               | Javier Ortueta      | Javier Ortueta                             |               |
| 1950 | Guillermo Cavestany | Joan Soler Bultó                             | Fernando Aranda | Javier Ortueta      | -                                          |               |
| 1951 | -                   | Luciano Gómez                                | -               | Javier Ortueta      | Javier Ortueta                             |               |
| 1952 | -                   | José Antonio Elizalde                        | -               | Juan Insa           | Juan Lem                                   |               |
| 1953 | -                   | Juan Bertrand                                | -               | Javier Ortueta      | Javier Ortueta                             |               |
| 1954 | -                   | Juan Atorrasagasti                           | -               | Paco González       | Paco González                              |               |
| 1955 | -                   | Juan Atorrasagasti                           | -               | Alfredo Flores      | Paco González                              |               |
| 1956 | -                   | Gabriel Corsin                               | -               | Paco González       | Paco González                              |               |
| 1957 | -                   | Jesús Ferrero Antonio Hernando (Aficionados) | Ignacio Sagnier | Alfredo Flores      | Paco González                              |               |
| 1958 | -                   | Jesús Ferrero                                | -               | Alfredo Flores      | Paco González                              |               |
| 1959 | Pedro Pi            | Jesús Ferrero César Gracia (Aficionados)     | José Mª Rodá    | -                   | Paco González Jaime Aragonés (Aficionados) |               |
| 1960 | -                   | Jesús Ferrero Jorge Sirera (Aficionados)     | -               | -                   | Paco González                              |               |

|      | 50cc                   | 125cc                                                          | 250cc               |
| ---- | ---------------------- | -------------------------------------------------------------- | ------------------- |
| 1961 | -                      | Francisco González Sanchis Francisco González Romero (Pilotos) | -                   |
| 1962 | -                      | Ramón Torras (Pilotos)                                         | -                   |
| 1963 | -                      | Francisco González Romero Ramiro Blanco (Pilotos)              | José María Busquets |
| 1964 | -                      | Ramón Torras (Pilotos)                                         | Ramón Torras        |
| 1965 | -                      | José Medrano Mauricio Aschl Mas (Pilotos)                      | José Medrano        |
| 1966 | José María Busquets    | José María Busquets José Medrano (Pilotos)                     | Ramiro Blanco       |
| 1967 | Ángel Nieto            | Ángel Nieto                                                    | Santiago Herrero    |
| 1968 | -                      | Ángel Nieto                                                    | Santiago Herrero    |
| 1969 | -                      | Ángel Nieto                                                    | Carlos Giró         |
| 1970 | Ángel Nieto            | José Medrano                                                   | José Medrano        |
| 1971 | Ángel Nieto            | Ángel Nieto                                                    | Ángel Nieto         |
| 1972 | Ángel Nieto            | Ángel Nieto                                                    | Ángel Nieto         |
| 1973 | Benjamín Grau          | Ángel Nieto                                                    | Ángel Nieto         |
| 1974 | Benjamín Grau          | Ángel Nieto                                                    | Ángel Nieto         |
| 1975 | Benjamín Grau          | Ángel Nieto                                                    | -                   |
| 1976 | Ángel Nieto            | Ángel Nieto                                                    | -                   |
| 1977 | Ricardo Tormo          | Ángel Nieto                                                    | -                   |
| 1978 | Ricardo Tormo          | Ángel Nieto                                                    | -                   |
| 1979 | Ricardo Tormo          | Ricardo Tormo                                                  | -                   |
| 1980 | Ricardo Tormo          | Ricardo Tormo                                                  | -                   |
| 1981 | Jorge Martínez "Aspar" | Ricardo Tormo                                                  | -                   |
| 1982 | Jorge Martínez "Aspar" | Pedro Cegarra                                                  | -                   |

|      | 80cc                   | 125cc                | 250cc               | 500cc              | 750cc |
| ---- | ---------------------- | -------------------- | ------------------- | ------------------ | ----- |
| 1983 | Jorge Martínez "Aspar" | Ricardo Tormo        | Carlos Cardús       | Paco Rico          |       |
| 1984 | Jorge Martínez "Aspar" | Daniel Mateos        | Joan Garriga        | Carlos Morante     |       |
| 1985 | Jorge Martínez "Aspar" |                      | Eduardo Cots        | Andrés Pérez Rubio |       |
| 1986 | Jorge Martínez "Aspar" | Andrés Sánchez Marín | Alfonso "Sito" Pons | Joan Garriga       |       |

|      | 80cc                     | 125cc                  | 250cc                  | Supersport        | Superbike             |
| ---- | ------------------------ | ---------------------- | ---------------------- | ----------------- | --------------------- |
| 1987 | Manuel "Champi" Herreros | Andrés Sánchez Marín   | Joan Garriga           |                   | Antonio García Moreno |
| 1988 | Jorge Martínez "Aspar"   | Jorge Martínez "Aspar" | Alberto Puig           |                   | Josep Voltá           |
| 1989 | Jorge Martínez "Aspar"   | Manuel Hernández       | Manuel Martín          |                   | Herri Torrontegui     |
| 1990 |                          | Jorge Martínez "Aspar" | Jorge Martínez "Aspar" |                   | Daniel Amatriaín      |
| 1991 |                          | Carlos Giró Sentís     | Ferran Mas             | Luis d'Antín      | Juan López Mella      |
| 1992 |                          | Carlos Giró Sentís     | Luis d'Antín           | Luis d'Antín      | Juan López Mella      |
| 1993 |                          | Dirk Raudies           | Luis d'Antín           | Pere Riba Cabana  | -                     |
| 1994 |                          | Jorge Martínez "Aspar" | Luis d'Antín           | Gregorio Lavilla  | -                     |
| 1995 |                          | Emilio Alzamora        | Carlos Checa           | Idalio Gavira     | -                     |
| 1996 |                          | David García Almansa   | Miguel Tey             | Pere Riba Cabana  | -                     |
| 1997 |                          | Álvaro Molina          |                        | Herri Torrontegui | -                     |

|      | 125GP           | 250GP             | Supersport           | Fórmula Extreme   |
| ---- | --------------- | ----------------- | -------------------- | ----------------- |
| 1998 | Fonsi Nieto     | José Luis Cardoso | José Oriol Fernández | -                 |
| 1999 | Jerónimo Vidal  | Fonsi Nieto       | Javier Rodríguez     | -                 |
| 2000 | Joan Olivé      | Fonsi Nieto       | José Oriol Fernández | -                 |
| 2001 | Ángel Rodríguez | Álex Debón        | José Oriol Fernández | -                 |
| 2002 | Javier del Amor | Héctor Barberá    | Héctor Faubel        | Daniel Oliver     |
| 2003 | Álvaro Bautista | -                 | Iván Silva           | José David de Gea |
| 2004 | Aleix Espargaró | -                 | Martín Cárdenas      | José Luis Cardoso |
| 2005 | Mateo Túnez     | -                 | Arturo Tizón         | José David de Gea |
| 2006 | Pol Espargaró   | -                 | David Salom          | José David de Gea |

|      | 125GP           | Supersport      | Fórmula Extreme   | Kawasaki Ninja Cup      |
| ---- | --------------- | --------------- | ----------------- | ----------------------- |
| 2007 | Stefan Bradl    | Paul Gowland    | José David de Gea | Román Ramos             |
| 2008 | Efrén Vázquez   | Ángel Rodríguez | Carmelo Morales   | Francisco Javier Oliver |
| 2009 | Alberto Moncayo | Kev Coghlan     | Carmelo Morales   | Kyle Smith              |

|      | 125GP            | Moto2           | Stock Extreme | Kawasaki Ninja Cup |
| ---- | ---------------- | --------------- | ------------- | ------------------ |
| 2010 | Maverick Viñales | Carmelo Morales | Javier Forés  | Ángel Molero       |
| 2011 | Álex Rins        | Jordi Torres    | Iván Silva    | Adrián Araujo      |

|      | Moto3        | Moto2        | Stock Extreme   | Kawasaki Ninja Cup |
| ---- | ------------ | ------------ | --------------- | ------------------ |
| 2012 | Álex Márquez | Jordi Torres | Carmelo Morales | Julio David Palao  |

|      | Moto3            | Moto2       | Stock Extreme | Kawasaki Z Cup   |
| ---- | ---------------- | ----------- | ------------- | ---------------- |
| 2013 | Fabio Quartararo | Román Ramos | Javier Forés  | Alexander Mateos |

|      | Moto3               | Moto2            | Superbike       | Kawasaki Z Cup           |
| ---- | ------------------- | ---------------- | --------------- | ------------------------ |
| 2014 | Fabio Quartararo    | Jesko Raffin     | Kenny Noyes     | Joan Sardanyons Colomina |
| 2015 | Nicolò Bulega       | Edgar Pons Ramón | Carmelo Morales | Joan Sardanyons Colomina |
| 2016 | Lorenzo Dalla Porta | Steven Odendaal  | Carmelo Morales | Marc Cortell             |

|      | European Talent Cup | Moto3          | Moto2        | European Kawasaki Z Cup |
| ---- | ------------------- | -------------- | ------------ | ----------------------- |
| 2017 | Manuel González     | Dennis Foggia  | Eric Granado | Raúl Martínez           |
| 2018 | Xavier Artigas      | Raúl Fernández | Jesko Raffin | Abian Santana           |

|      | European Talent Cup | Moto3              | Moto2            |
| ---- | ------------------- | ------------------ | ---------------- |
| 2019 | Izan Guevara        | Jeremy Alcoba      | Edgar Pons Ramón |
| 2020 | David Alonso        | Izan Guevara       | Yari Montella    |
| 2021 | Máximo Martínez     | Daniel Holgado     | Fermín Aldeguer  |
| 2022 | Guido Pini          | José Antonio Rueda | Lukas Tulovic    |

|      | Junior GP      | Moto2          | Stock       | European Talent Cup |
| ---- | -------------- | -------------- | ----------- | ------------------- |
| 2023 | Ángel Piqueras | Senna Agius    | Dani Muñoz  | Máximo Quiles       |
| 2024 | Álvaro Carpe   | Roberto García | Mario Mayor | Carlos Cano         |